# 東京ベイ・浦安市川医療センター
東京ベイ・浦安市川医療センター（とうきょうベイ・うらやすいちかわいりょうセンター）は、千葉県浦安市当代島三丁目にある医療機関。
公益社団法人地域医療振興協会が運営する民営の病院である。
前身は葛南病院、浦安市川市民病院。（歴史・概要を参照）

## 歴史・概要
1913年に浦安町と南行徳村が伝染隔離病舎を設置したのが始まりである。
1951年6月に国民健康保険直営葛南病院として開設され、1965年10月に総合病院の承認を受け、1997年4月に浦安市川市民病院と改称した。
2007年（平成18年）11月から、医師不足による常勤医の減少、厳しい経営状況により存続が困難となり、運営していた一部事務組合である「浦安市市川市病院組合」が民営化の検討を開始した。
そして、2008年（平成20年）2月8日に「浦安市川市民病院事業の運営形態を民設民営にすることを求める意見書」を採択。
同年10月2日に「地域医療振興協会」を後継法人に決定。
2009年（平成21年）3月31日に「浦安市川市民病院」は閉院した。
施設を引継ぎ「東京ベイ・浦安市川医療センター」開院。民営化移行直後から新病棟への建て替えのために5診療科へ縮小して、診療を継続。
新病棟は2013年（平成22年）度末までに344床へ増床して運営されることになっていた。

## 沿革
- 2004年（平成21年）
  - 3月 - 「浦安市川市民病院葛南看護専門学校」を閉校[7]。
- 2007年（平成18年）11月 - 収益悪化で民営化の検討を開始[1]。
- 2008年（平成20年）
  - 2月8日 - 「浦安市川市民病院事業の運営形態を民設民営にすることを求める意見書」を採択[2]。
  - 10月2日 - 「地域医療振興協会」を後継法人に決定[3]。
- 2009年（平成21年）
  - 2月16日 - 移譲後の新名称を決定[8]。
  - 3月31日 - 「浦安市川市民病院」を閉院[4]。
- 2010年（平成22年）
  - 2月24日 - 「東京ベイ・浦安市川医療センター」新病棟の起工式[9]。
- 2012年（平成24年）
  - 2月26日 - 「東京ベイ・浦安市川医療センター」新病棟が完成[6]。
- 2017年（平成29年）
  - 4月1日 - 救急基幹センターの指定を受ける。
- 2023年（令和5年）
  - 9月1日 - 救命救急センターの指定を受ける。

## 診療科
- 総合内科
- 消化器内科
- 循環器内科
- 心臓血管外科
- 整形外科
- 脳神経外科
- 外科
- 産婦人科
- 小児科
- 小児外科
- 眼科
- 呼吸器内科
- 腎臓・内分泌・糖尿病内科
- 感染症内科
- 救急集中治療科（救急外来部門）
- 救急集中治療科（集中治療部門）
- 皮膚科
- 泌尿器科
- 耳鼻咽喉科
- 病理診断科
- 麻酔科
- 放射線科
- IVR科

## 医療機関の指定等
- 保険医療機関
- 労災保険指定医療機関
- 指定自立支援医療機関（精神通院医療）
- 身体障害者福祉法指定医の配置されている医療機関
- 生活保護法指定医療機関
- 結核指定医療機関
- 原子爆弾被爆者医療指定医療機関
- 第二種感染症指定医療機関
- 公害医療機関
- 特定疾患治療研究事業委託医療機関

## 交通アクセス
- 東京メトロ東西線浦安駅下車、徒歩8分。
- 京成トランジットバス浦安線・浦安市コミュニティバス「おさんぽバス」医療センター線・市川市コミュニティバスで東京ベイ医療センター下車。